# Macropis dimidiata
Macropis dimidiata là một loài ong trong họ Melittidae. Loài này được Yasumatsu & Hirashima miêu tả khoa học đầu tiên năm 1956.